# IXe dynastie égyptienne
v. 2200 AEC – 2015 AEC,
Entités précédentes :
- VIIIe dynastie

Entités suivantes :
- Xe dynastie

La IXe dynastie se situe dans la Première Période intermédiaire, une époque d'instabilité politique en Égypte. Les IXe et Xe dynasties sont regroupées sous l'appellation dynasties héracléopolitaines, car il est souvent difficile d'attribuer avec certitude les rois à une dynastie ou à l'autre. Ces deux dynasties sont présentes sur le canon royal de Turin mais absentes des autres listes (listes d'Abydos et de Saqqarah particulièrement).

## Histoire
La réalité et l'étendu du pouvoir des rois de la dynastie sont assez incertaines. Manéthon indique qu'elle était originaire de Héracléopolis au sud du Fayoum, métropole du vingtième nome de Haute-Égypte. Ces rois devaient avoir une certaine autorité, car, d'une part, les rares attestations de ces rois vont jusqu'à Assiout dans le treizième nome de Haute-Égypte et devaient même s'étendre jusqu'au huitième nome qui était, semble-t-il, disputé avec le pouvoir thébain, et d'autre part, l'influence allait même au-delà car le nomarque Ânkhtyfy, qui contrôlait un territoire relativement vaste au sud de Thèbes (les trois premiers nomes de Haute-Égypte), était leur allié. Enfin, le roi héracléopolitain Mérikarê a eu une grande postérité, notamment au travers des Enseignement pour Merikarê. Le royaume héracléopolitain a semble-t-il duré un certain temps, plusieurs générations même d’après les généalogies des hauts dignitaires contemporains, notamment les normaques d'Assiout (Khéty Ier (en), son fils Tefibi (en), le fils de ce dernier Khéty II (en), contemporain de Mérikarê, et les probables fils et petit-fils de Khéty II, Itiibi-iqer et Mesehti-iqer, soit cinq générations).
Cependant, les éléments précédents pourraient en fait n'être applicables qu'à la Xe dynastie :  en effet, les fouilles de Héracléopolis, qualifiée de capitale par Manéthon, ne donnent pas l'impression que cette ville ait réellement été la capitale d'un royaume important à cette époque. Selon Dampien Agut et Juan Carlos Moreno-Garcia, il est possible qu'une lignée de potentats locaux, dont sont issus Mérikarê et les quelques rois attestés, ait été rétrospectivement qualifiée de royale par leurs successeurs, qualification dont aurait hérité les listes royales ultérieures. Ces chercheurs proposent même que les dirigeants du royaume du Nord se seraient arrogés le titre royal en réaction à l'émergence du pouvoir concurrent thébain de la XIe dynastie.
Arkadiy F. Demidchik propose que la IXe dynastie n'aurait été qu'une petite lignée royale locale qui aurait conquis Memphis, devenant alors la Xe dynastie, et aurait alors fait de cette ville leur capitale. Ceci expliquerait la faible envergure qu'aurait eu alors Héracléopolis Magna, car les rois auraient choisi Memphis comme capitale concomitamment à leur montée en puissance.

## Souverains desIXeetXedynasties

### Sources contemporaines
Ces IXe et Xe dynasties sont peu connues. Seuls cinq noms de cette période nous sont parvenus :
- Meribrê Khety, attesté par un brasero en cuivre (Assiout), une baguette en ébène (Meir) et un fragment de sarcophage (Licht) ;
- Nebkaourê Khety, attesté par poids en jaspe rouge (Tell el-Retabah) ;
- Ouahkarê Khety, cité sur le sarcophage non contemporain (Deir el-Bersha) ;
- Merikarê, attesté par une palette de scribe (Assiout), cité dans la tombe d'un nomarque Khety à Assiout, dans les Enseignement pour Merikarê et sur 9 stèles portant sur sa pyramide nommée Wȝḏ-s.wt-Mry-kȝ-Rˁ (« Les places de Merikarê sont prospères ») et son culte à Saqqarah ;
- Néferkarê, cité dans la tombe d'Ânkhtyfy (El Mo'alla).

### Sources ultérieures
Les seules listes royales égyptiennes citant les rois des IXe et Xe dynasties sont le Canon royal de Turin (XIXe dynastie), qui les citent en détail mais qui est aujourd'hui très lacunaire, et les écrits manéthoniens (royaume lagide) qui ne citent que le nombre de rois et la durée totale des dynasties.
Concernant les écrits manéthoniens, les différentes versions sont les suivantes :
- selon Africanus, la IXe dynastie est composée de dix-neuf rois et a duré 409 ans tandis que la Xe dynastie est composée de dix-neuf rois également et a duré 185 ans,
- selon Eusèbe de Césarée, la IXe dynastie est composée de quatre rois et a duré 100 ans tandis que la Xe dynastie est composée de dix-neuf rois et a duré 185 ans.

Concernant le Canon royal de Turin, il n'y a pas de distinction entre les IXe et Xe dynasties. La partie du papyrus concernant ces dynasties commence à la colonne 5 ligne 18 jusqu'à la colonne 6 ligne 10, soit 19 lignes. Si la ligne 6.10 donne le nombre de rois (10+4+x, c'est-à-dire soit 17 soit 18) et la durée totale de la dynastie (information perdue), la première ligne (5.18), très lacunaire, a souvent été interprétée comme correspondant au premier souverain de la dynastie car le seul signe (le jonc M23) encore visible est écrit en noir, bien que cela ne soit pas certain : il manque en effet la ligne introductive du groupe de rois qui commence par le même signe (le jonc M23) mais habituellement écrit en rouge ; Arkadiy F. Demidchik indique cependant qu'il puisse s'agir d'une erreur du scribe, nombreuse dans le papyrus. Ainsi, selon l'interprétation que l'on fait de la première ligne une ligne introductive ou non, l'ensemble des deux dynasties serait constituée de 17 ou 18 rois.
Selon l'interprétation de Demidchik, la IXe dynastie serait constituée de quatre rois et aurait eu pour capitale Héracléopolis Magna tandis que la Xe dynastie serait constituée de treize rois et aurait eu pour capitale Memphis. Il base son interprétation sur le fait que le roi de la position 5.23, soit le cinquième (la ligne 5.18 étant comprise comme une ligne introductive), serait le premier roi de la Xe dynastie et serait reconnu comme étant le « fils de Néferkarê », précision ajoutée par le scribe pour souligner que, malgré le changement de capitale, le roi était le fils de l'un des rois de la IXe dynastie. Ainsi, la IXe dynastie aurait eu quatre rois comme l'indique la version d'Eusèbe de Césarée.
|      |                                      |                  |     |  |  |  |  |  |  |  |  |  |  |  |  |  |  |  |  |
| 5.18 | lacune (roi ?)                       | Meribrê Khety    | IXe |  |  |  |  |  |  |  |  |  |  |  |  |  |  |  |  |
| 5.19 | lacune                               | perdu            | IXe |  |  |  |  |  |  |  |  |  |  |  |  |  |  |  |  |
| 5.20 | Neferkarê                            | Néferkarê VII    | IXe |  |  |  |  |  |  |  |  |  |  |  |  |  |  |  |  |
| 5.21 | Khety                                | Nebkaourê Khety  | IXe |  |  |  |  |  |  |  |  |  |  |  |  |  |  |  |  |
| 5.22 | Senen...                             | Senen...         | IXe |  |  |  |  |  |  |  |  |  |  |  |  |  |  |  |  |
| 5.23 | ... Neferkarê (Khety Sa-Neferkarê) ? | perdu            | IXe |  |  |  |  |  |  |  |  |  |  |  |  |  |  |  |  |
| 5.24 | Mer...rê Khety                       | Mer...           | IXe |  |  |  |  |  |  |  |  |  |  |  |  |  |  |  |  |
| 5.25 | Shed...y                             | Shed...y         | IXe |  |  |  |  |  |  |  |  |  |  |  |  |  |  |  |  |
| 5.26 | H...                                 | H...             | IXe |  |  |  |  |  |  |  |  |  |  |  |  |  |  |  |  |
| 6.1  | lacune                               | perdu            | IXe |  |  |  |  |  |  |  |  |  |  |  |  |  |  |  |  |
| 6.2  | lacune                               | perdu            | IXe |  |  |  |  |  |  |  |  |  |  |  |  |  |  |  |  |
| 6.3  | lacune                               | perdu            | IXe |  |  |  |  |  |  |  |  |  |  |  |  |  |  |  |  |
| 6.4  | lacune                               | Ouser... ?       | IXe |  |  |  |  |  |  |  |  |  |  |  |  |  |  |  |  |
| 6.5  | lacune                               | Merihathor ?     | Xe  |  |  |  |  |  |  |  |  |  |  |  |  |  |  |  |  |
| 6.6  | lacune                               | Néferkarê VIII ? | Xe  |  |  |  |  |  |  |  |  |  |  |  |  |  |  |  |  |
| 6.7  | lacune                               | Ouahkarê Khety   | Xe  |  |  |  |  |  |  |  |  |  |  |  |  |  |  |  |  |
| 6.8  | lacune                               | Merikarê         | Xe  |  |  |  |  |  |  |  |  |  |  |  |  |  |  |  |  |
| 6.9  | lacune                               | perdu            | Xe  |  |  |  |  |  |  |  |  |  |  |  |  |  |  |  |  |